# Gołymin-Ośrodek (gromada)
Gołymin-Ośrodek (alt. Gołymin Ośrodek) – dawna gromada, czyli najmniejsza jednostka podziału terytorialnego Polskiej Rzeczypospolitej Ludowej w latach 1954–1972.
Gromady, z gromadzkimi radami narodowymi (GRN) jako organami władzy najniższego stopnia na wsi, funkcjonowały od reformy reorganizującej administrację wiejską przeprowadzonej jesienią 1954 do momentu ich zniesienia z dniem 1 stycznia 1973, tym samym wypierając organizację gminną w latach 1954–1972.
Gromadę Gołymin Ośrodek (pisownia bez łącznika) z siedzibą GRN w Gołyminie-Ośrodku utworzono – jako jedną z 8759 gromad na obszarze Polski – w powiecie ciechanowskim w woj. warszawskim, na mocy uchwały nr VI/10/1/54 WRN w Warszawie z dnia 5 października 1954. W skład jednostki weszły obszary dotychczasowych gromad Gołymin Nowy, Gołymin Ośrodek, Gołymin Północ, Gołymin Południe, Kałęczyn Nowy, Ruszkowo, Wielgołęka i Wola Gołymińska ze zniesionej gminy Gołymin w powiecie ciechanowskim oraz obszary dotychczasowych gromad Konarzewo-Zawady Dworskie i Konarzewo-Zawady Włościańskie ze zniesionej gminy Karniewo w powiecie makowskim (woj. warszawskie). Dla gromady ustalono 18 członków gromadzkiej rady narodowej.
31 grudnia 1959 do gromady Gołymin-Ośrodek przyłączono obszary zniesionych gromad Osiek Górny i Gogole Wielkie (bez wsi Morawka i Nieradowo oraz kolonii Morawy-Laski, Morawy-Kopcie, Pajewo Wielkie i Nieradowo-Dziarno) w tymże powiecie.
1 stycznia 1969 do gromady Gołymin-Ośrodek włączono wsie Morawka, Nasierowo-Dziurawieniec, Nasierowo Górne, Pajewo-Szwelice, Pajewo Wielkie, Smosarz-Dobki i Wróblewko ze zniesionej gromady Gostkowo w tymże powiecie.
Gromada przetrwała do końca 1972 roku, czyli do kolejnej reformy gminnej. 1 stycznia 1973 w powiecie ciechanowskim reaktywowano gminę Gołymin-Ośrodek (do 1954 w brzmieniu gmina Gołymin).